# Кронфельд, Артур
Артур Кронфельд (нем. Arthur Kronfeld; 9 января 1886, Берлин — 16 октября 1941, Москва) — немецкий и советский психиатр. Автор многих трудов по клинической синдромологии и шизофрении. Впервые применил для лечения шизофрении инсулиновые шоки.

## Биография
Родился 9 января 1886 года и был старшим из четырёх детей в еврейской семье. Его отцом был Соломон Кронфельд (1854—1921), доктор юриспруденции, юрисконсульт (Justizrat) и с 1884 года королевский нотариус, сын синагогального кантора из Торна; мать — Лаура Кронфельд (урождённая Либман) была из богатой Кёльнской семьи.
А. Кронфельд учился в гимназии им. Св. Софии в Берлине, после окончания которой решил стать врачом. С 1904 по 1909 гг. изучал лечебное дело в университетах Йены, Мюнхена, Берлина и Гейдельберга. Выбрав в качестве будущей профессии психиатрию, прошёл специализацию на кафедре психиатрии медицинского факультета Гейдельбергского университета под руководством Ф. Ниссля. После окончания университета А. Кронфельд работал в психиатрической клинике Гейдельбергского университета. Затем он переехал в Берлин, где в одной из местных больниц занялся наукой.
В 1912 году А. Кронфельд защищает докторскую диссертацию по философии под руководством Августа Мессера. В том же году А. Кронфельд публикует критику психоанализа, которая принесла ему известность в европейском зарубежье. В 1913 году А. Кронфельд был приглашён работать в берлинскую «Даллдорфскую клинику душевнобольных» под руководством Хуго Липманна.
2 августа 1914 года А. Кронфельд был призван в армию. После осколочного ранения головы весной 1917 года был демобилизован и после лечения направлен в военный госпиталь во Фрайбурге-в-Брайсгау для создания «нервного отделения». После возвращения в Берлин в 1918 году А. Кронфельд снова непродолжительное время работает под руководством Х. Липманна. В этот период А. Кронфельд близко сходится с М. Хиршфельдом.
В 1919 году А. Кронфельд уходит работать в «Институт сексуальных наук», основанный М. Хиршфельдом, где был назначен руководителем «отделения душевных половых расстройств». Деятельность этого института вызывала активное противодействие консервативно настроенной части немецкого общества. Его представители считали аморальным проникновение в столь интимные сферы человеческого существования, высказывая своё возмущение. За годы работы в институте А. Кронфельд получил известность как эксперт по сексуальным вопросам.
В 1927 году А. Кронфельд защищает докторскую диссертацию по психиатрии под руководством Карла Бонгеффера. В своей докторской диссертации «Психология в психиатрии» А. Кронфельд утверждал, что анализ психических расстройств и их дальнейшее лечение должны производиться в первую очередь психическими же средствами. Им были выдвинуты и обоснованы главные принципы этого лечения.
Также А. Кронфельд занимался вопросами психотерапии. При его участии было организовано «Врачебное общество по психотерапии». Вместе с Э. Кречмером Артур Кронфельд в течение многих лет входил в руководство этого объединения. Был одним из редакторов пользующегося популярностью во врачебном мире «Центрального журнала по психотерапии».
По инициативе А. Кронфельда регулярно созывались врачебные психотерапевтические съезды.
В 1932 году журналист Вернер Абель обвинил Гитлера в получении средств от Муссолини. Поскольку Абель и Гитлер открыто называли друг друга сумасшедшими, для проверки правдивости слов Абеля потребовалась психиатрическая экспертиза. В качестве эксперта выступил Кронфельд, который заключил, что у Гитлера эксплозивная психопатия. 

## Эмиграция
После прихода нацистов  к власти в Германии А. Кронфельд эмигрировал в Швейцарию в 1935 году, где устроился работать в одном из местных санаториев. Но Швейцария не предоставила ему убежища. А. Кронфельд решает эмигрировать в СССР и переехал в Москву в 1936 году.
В психиатрическом институте им. Ганнушкина он возглавил отдел экспериментальной патологии и терапии психозов. В данном институте он исследовал и внедрял в практику инсулинокоматозную терапию. Написал большую серию статей о теории и клинике шизофрении, а также ряд книг.
В 1941 году написал брошюру «Дегенераты у власти», в которой поставил психиатрические диагнозы Гитлеру и его соратникам, также участвовал в антифашистских передачах на московском радио.

## Самоубийство
Во время немецкого наступления на Москву покончил жизнь самоубийством вместе с женой, приняв большую дозу барбитала (веронала).

## Семья
Племянник (сын сестры Минни) — Питер Дронке, филолог-медиевист.

## Книги
- 1906 г. Сексуальность и эстетическое чувство в их генетической связи. Исследование. Зингер, Страсбург и Лейпциг (издатель Йозеф Зингер, Hofbuchhandlung).
- 1912 г. О психологических теориях Фрейда и связанных с ними взглядах. Систематика и критическое обсуждение. Энгельманн-Верлаг , Лейпциг (доп. Печать; пер .: Москва, 1913).
- 1919 Совместно с В. Бенари , Э. Стерном и О. Зельцем : исследования психологической пригодности для летной службы. Труды по психологии профессиональных навыков и экономической жизни, выпуск 8. Барт, Лейпциг, 1919.
- 1920 г. Сущность психиатрических знаний - вклад в общую психиатрию И. Шпрингер , Берлин ( читать онлайн здесь ; неотредактированный отсканированный текст здесь ).
- 1924 Гипноз и внушение. Ульштейн , Берлин (серия: Пути к знаниям № 11; пер .: Ленинград, 1925, Москва, 1927; Прага, 1931, Таллин, 1991).
- 1924 Психотерапия - теория характера, психоанализ, гипноз, психагогика. Springer, Berlin (2-й глагол. И расширенное издание 1925 г.).
- 1926 Индивидуальная психология как наука. В: Справочник по индивидуальной психологии. Том 1, изд. v. Эрвин Вексберг, Мюнхен 1926 г. и Амстердам 1966 г., стр. 1-29.
- 1927 Психология в психиатрии - Введение в психологические способы познания в психиатрии и их позицию в клинических патологических исследованиях. Спрингер, Берлин (докторская диссертация; английский перевод Колумбус (Огайо) 1936, русский Москва 2001–2002).
- 1930 Перспективы психиатрии. Тиме , Лейпциг.
- Учебник 1932 г. по персонажам. Спрингер, Берлин.
- 1932 с Сидди Вронски (с Рольфом Райнером): Социальная терапия и психотерапия в методах лечения. Хейманн , Берлин. [7]
- 1941 Degenerati u wlasti. [«Вырождение у власти»], Москва, Красноярск 1941, Магадан 1942, отв. Москва 1993; м. д. T. Krowawaja schajka degeneratow [Кровавая банда дегенератов] также Свердловск 1942 г.
- 2006 Становление синдромологии и концепции шизофрении - Работа 1935–1940. Развитие синдромологии и концепции шизофрении - работы 1935–1940 гг. Класс, Москва [Частично двуязычная подборка русских публикаций Кронфельда, вышедших в СССР в указанные годы].

## Публикации на русском языке
- Кронфельд А. Психология в психиатрии. — Берлин, 1927.
- Кронфельд А. Современные проблемы учения о шизофрении. — М., 1936.
- Кронфельд А. О лечении шизофрении инсулиновым шоком. — М., 1936.
- Кронфельд А. Общие итоги результатов лечения инсулином. — М., 1938.
- Кронфельд А. Общие вопросы, связанные с проблемой инсулиновой терапии шизофрении. — М., 1938.
- Кронфельд А. О динамике действия методов активного лечения шизофрении. — М., 1938.
- Кронфельд А. Развитие концепции шизофрении до Крепелина. — М., 1939.
- Кронфельд А. Проблемы синдромологии и нозологии в современной психиатрии. — М., 1940.
- Кронфельд А. Сновидения и галлюцинации. — М., 1940.
- Кронфельд А. К вопросу о синдромах раздвоения. — М., 1940.
- Кронфельд А. Дегенераты у власти. — М.: «Медицинский работник», 1941.; переиздание М., 1993
- Кронфельд А. Дегенераты у власти, под редакцией Лучано Мекаччи и Александра Эткинда. — М.: ЭКСМО, 2023. ISBN 978-5-04-188773-5.